# Mil Mi-26
Mil Mi-26 (Ryska: Миль Ми-26, NATO-rapporteringsnamn Halo) är en rysk transporthelikopter utvecklad av Sovjetunionen. Helikoptern är världens största idag flygande (VS-12 var större och kom ifrån samma tillverkare, men kom inte längre än prototypstadiet) och kan bära laster på upp till 20 ton, dock har den lyft större laster. Första flygningen kom 1977 och togs för första gången i bruk 1984. Den har använts under bekämpningen av olyckan i Tjernobyl.
Största användaren idag (2007) är Ryssland med ca 25 st i tjänst.